# Chuelles
Chuelles település Franciaországban, Loiret megyében. Lakosainak száma 1230 fő (2022. január 1.). Chuelles Chantecoq, Château-Renard, Courtenay, Saint-Firmin-des-Bois, Saint-Hilaire-les-Andrésis, La Selle-en-Hermoy és Triguères községekkel határos.

## Népesség
A település népességének változása:
| Lakosok száma | 756  | 749  | 775  | 1072 | 1167 | 1185 | 1196 | 1215 | 1217 | 1230 |
|               | 1968 | 1982 | 1990 | 2006 | 2013 | 2015 | 2017 | 2019 | 2020 | 2022 |